# Oshan Cosmos
Oushan Cosmos — минивэн, который выпускался подразделением Oshan компании Changan Automobile с 2018 по 2022 год.

## Описание

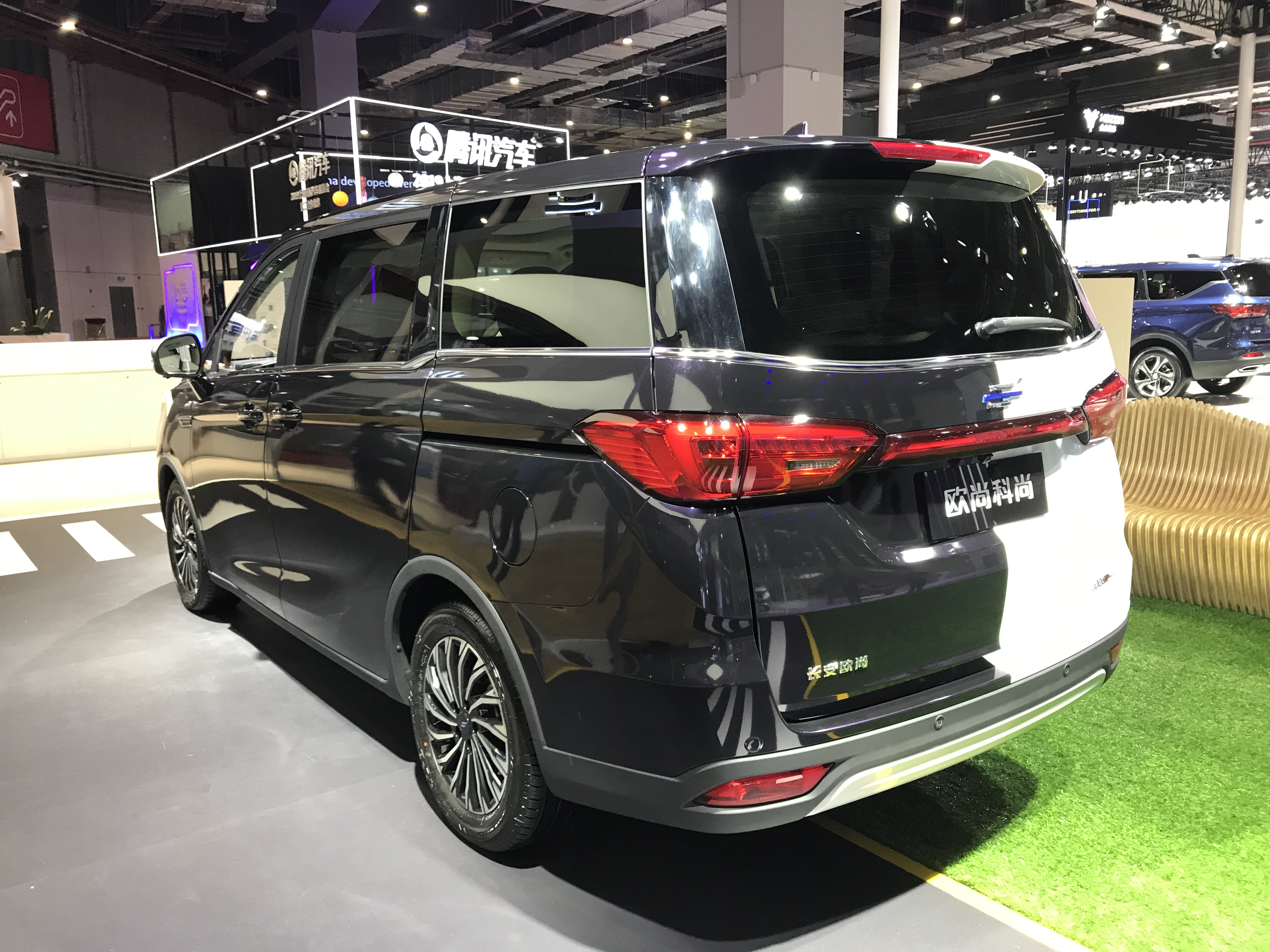
Вид сзади

Oshan Cosmos был представлен в июне 2018 года в Гуанчжоу. Он оснащён 1,5-литровым турбодвигателем мощностью 154 л. с.
Конкурентами автомобиля являлись Honda Odyssey и Kia Carnival. Cosmos имеет высокий салон, сдвижные двери с электроприводом и три ряда сидений, расположенных по формуле 2+2+3. На втором ряду расположены раздельные кресла с механическими регулировками и индивидуальными подлокотниками.
В салоне автомобиля семидюймовый сенсорный экран приборной панели и десятидюймовый сенсорный экран для медиасистемы. Отделка салона кожаная. Заявленные функции: отдельный климат-контроль для задней части салона, электрическая регулировка передних сидений, система автоматической парковки, панорамные камеры кругового обзора, стеклянная крыша, система «старт-стоп» и так далее.